# La Mort de Didon (Preti)
Pour les articles homonymes, voir La Mort de Didon.
La Mort de Didon – ou Didon sur le bûcher – est un tableau réalisé par le peintre italien Mattia Preti en 1655. De format vertical, cette huile sur toile est une peinture mythologique qui représente le suicide de Didon, assise sur un bûcher, un poignard planté dans la poitrine. Se déroulant sous une statue d'Hercule, son acte de dépit amoureux fait pleurer sa sœur, dans le coin inférieur droit de la composition, mais aussi Cupidon, quant à lui dans l'angle supérieur droit.
L'œuvre est conservée au musée des Beaux-Arts de Chambéry, à Chambéry, en France. L'établissement comprend également dans ses collections Judith présentant la tête d'Holopherne, qui est son pendant. Peint pour le vice-roi de Naples, l'ensemble a été légué au musée d'art savoyard par Hector-Voltaire Garriod en 1863.

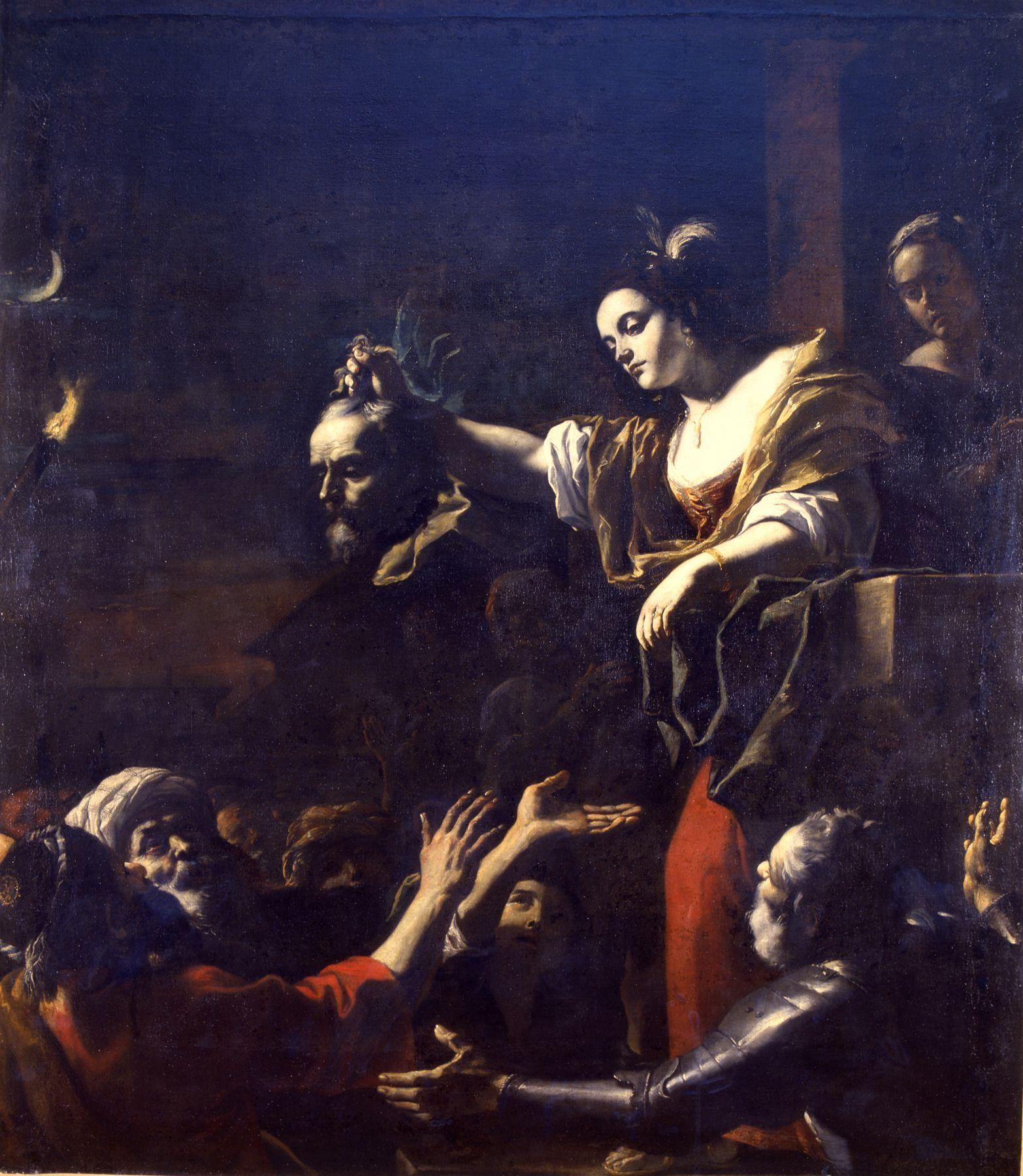
Judith présentant la tête d'Holopherne, 1655 – Musée des Beaux-Arts de Chambéry, Chambéry.